# Pied-de-Borne
Pied-de-Borne est une commune française, créée par le regroupement en 1964, de trois anciennes communes, Les Balmelles, Planchamp et Saint-Jean-Chazorne, située dans l'est du département de la Lozère en région Occitanie.
Exposée à un climat méditerranéen, elle est drainée par le Chassezac, la Borne, l'Altier, la rivière de Chamier, le ruisseau de Fustugères, le ruisseau de Roujamel et par divers autres petits cours d'eau. Incluse dans les Cévennes, la commune possède un patrimoine naturel remarquable :  un espace protégé (le « géoparc des monts d'Ardèche ») et trois zones naturelles d'intérêt écologique, faunistique et floristique.
Pied-de-Borne est une commune rurale qui compte 197 habitants en 2022, après avoir connu un pic de population de 375 habitants en 1886.  Ses habitants sont appelés les Pédibornois ou  Pédibornoises.

## Géographie

### Localisation
La commune est limitrophe des départements de l'Ardèche et du Gard.
Le village de Pied-de-Borne est situé dans les gorges étroites du Chassezac, face au village ardéchois de Sainte-Marguerite-Lafigère.

### Communes limitrophes
Les communes limitrophes sont  Malons-et-Elze, Montselgues, Ponteils-et-Brésis, Prévenchères, Saint-André-Capcèze, Sainte-Marguerite-Lafigère et Villefort.
|              | Montselgues (Ardèche) |                                                  |
| Prévenchères | Pied-de-Borne         | Sainte-Marguerite-Lafigère (Ardèche)             |
| Villefort    | Saint-André-Capcèze   | Malons-et-Elze (Gard), Ponteils-et-Brésis (Gard) |

### Hydrographie
À Pied-de-Borne, la Borne rejoint le Chassezac, rivière elle-même rejointe par l'Altier, pour s'engouffrer dans l'Antre du Diable, un canyon de granit long de 7 km et profond de 400 m.

### Climat
Pour des articles plus généraux, voir Climat de l'Occitanie et Climat de la Lozère.
En 2010, le climat de la commune est de type climat méditerranéen franc, selon une étude s'appuyant sur une série de données couvrant la période 1971-2000. En 2020, Météo-France publie une typologie des climats de la France métropolitaine dans laquelle la commune est exposée à un climat de montagne ou de marges de montagne et est dans la région climatique Sud-est du Massif Central, caractérisée par une pluviométrie annuelle de 1 000 à 1 500 mm, minimale en été, maximale en automne.
Pour la période 1971-2000, la température annuelle moyenne est de 12,1 °C, avec une amplitude thermique annuelle de 16,7 °C. Le cumul annuel moyen de précipitations est de 1 896 mm, avec 9,3 jours de précipitations en janvier et 4,6 jours en juillet. Pour la période 1991-2020, la température moyenne annuelle observée sur la station météorologique la plus proche, située sur la commune de Villefort à 6 km à vol d'oiseau, est de 11,8 °C et le cumul annuel moyen de précipitations est de 1 888,9 mm,. Pour l'avenir, les paramètres climatiques de la commune estimés pour 2050 selon différents scénarios d'émission de gaz à effet de serre sont consultables sur un site dédié publié par Météo-France en novembre 2022.

### Milieux naturels et biodiversité

#### Espaces protégés
La protection réglementaire est le mode d’intervention le plus fort pour préserver des espaces naturels remarquables et leur biodiversité associée,.
La commune est dans le périmètre du « géoparc des monts d'Ardèche », classé Géoparc en septembre 2014 et appartenant dès lors au réseau mondial des Géoparcs, soutenu par l’UNESCO,.
La commune fait également partie la zone de transition des Cévennes, un territoire d'une superficie de 116 032 ha reconnu réserve de biosphère par l'UNESCO en 1985 pour la mosaïque de milieux naturels qui la composent et qui abritent une biodiversité exceptionnelle, avec 2 400 espèces animales, 2 300 espèces de plantes à fleurs et de fougères, auxquelles s’ajoutent d’innombrables mousses, lichens, champignons,.

#### Zones naturelles d'intérêt écologique, faunistique et floristique
L’inventaire des zones naturelles d'intérêt écologique, faunistique et floristique (ZNIEFF) a pour objectif de réaliser une couverture des zones les plus intéressantes sur le plan écologique, essentiellement dans la perspective d’améliorer la connaissance du patrimoine naturel national et de fournir aux différents décideurs un outil d’aide à la prise en compte de l’environnement dans l’aménagement du territoire.
Une ZNIEFF de type 1 est recensée sur la commune :
la « tourbière de la Cham des Balmelles » (124 ha), couvrant 2 communes du département et deux ZNIEFF de type 2, : 
- les « gorges du Chazesac, de la Borne et de l'Altier » (5 809 ha), couvrant 7 communes dont deux dans le Gard et cinq dans la Lozère[16] ;
- le « plateau de Montselgues et corniche du Vivarais cévenol » (5 574 ha), couvrant 9 communes dont huit dans l'Ardèche et une dans la Lozère[17].

Cartes des ZNIEFF de type 1 et 2 à Pied-de-Borne.
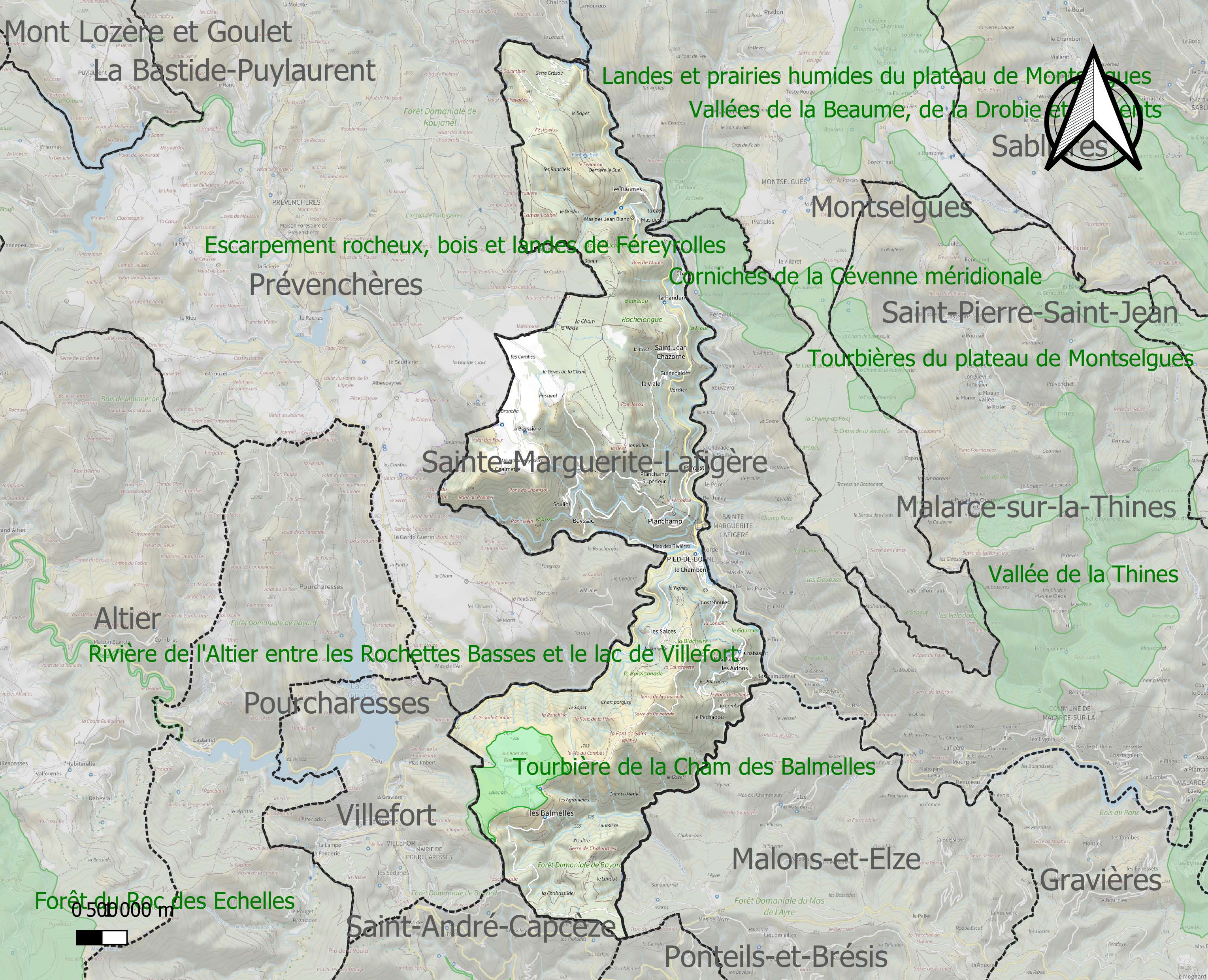
Carte de la ZNIEFF de type 1 sur la commune.
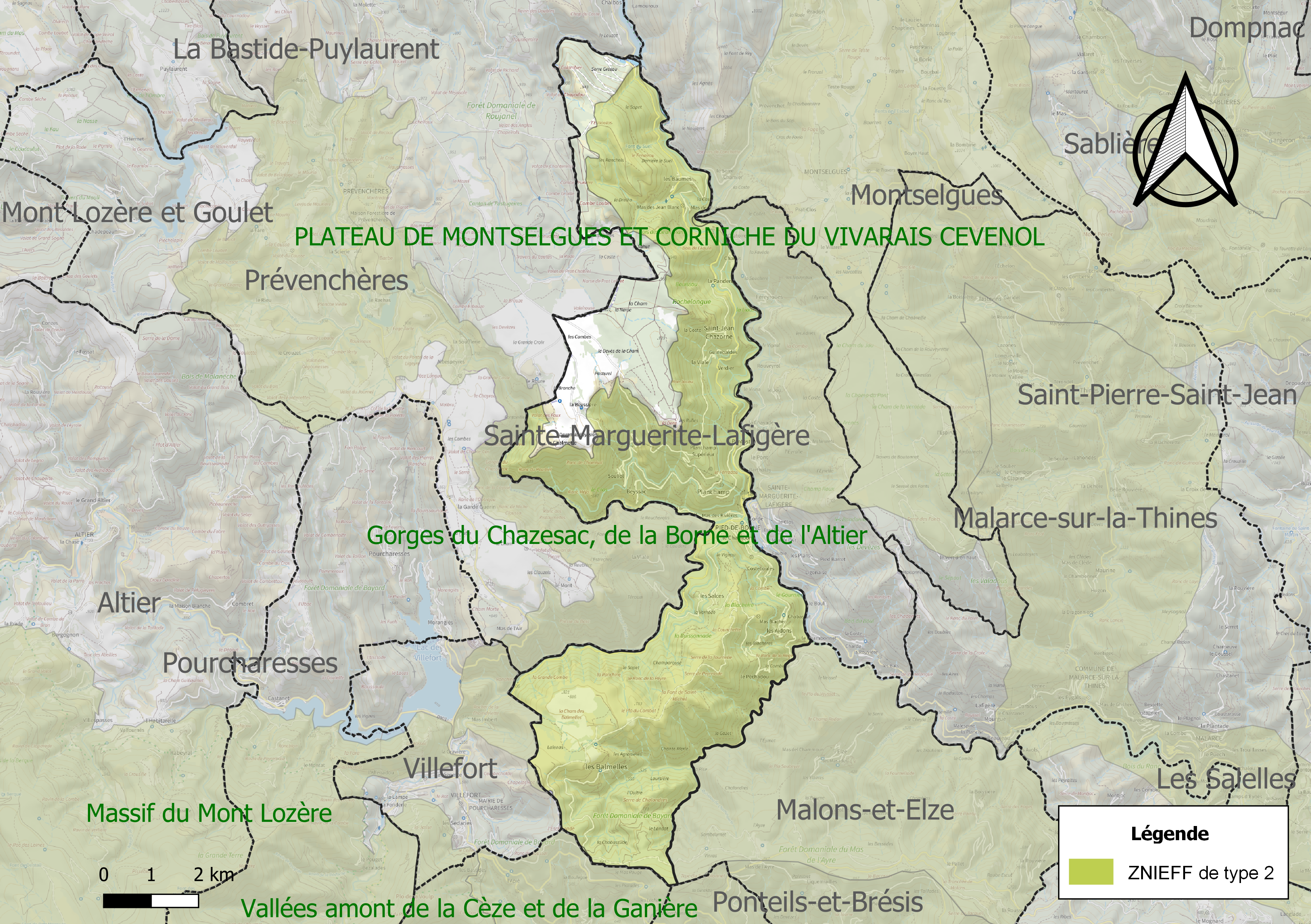
Carte des ZNIEFF de type 2 sur la commune.

## Urbanisme

### Typologie
Au 1er janvier 2024, Pied-de-Borne est catégorisée commune rurale à habitat dispersé, selon la nouvelle grille communale de densité à sept niveaux définie par l'Insee en 2022.
Elle est située hors unité urbaine et hors attraction des villes,.

### Occupation des sols
L'occupation des sols de la commune, telle qu'elle ressort de la base de données européenne d’occupation biophysique des sols Corine Land Cover (CLC), est marquée par l'importance des forêts et milieux semi-naturels (93,7 % en 2018), en diminution par rapport à 1990 (97,9 %). La répartition détaillée en 2018 est la suivante : 
forêts (68,3 %), milieux à végétation arbustive et/ou herbacée (25,4 %), prairies (6,3 %). L'évolution de l’occupation des sols de la commune et de ses infrastructures peut être observée sur les différentes représentations cartographiques du territoire : la carte de Cassini (XVIIIe siècle), la carte d'état-major (1820-1866) et les cartes ou photos aériennes de l'IGN pour la période actuelle (1950 à aujourd'hui).

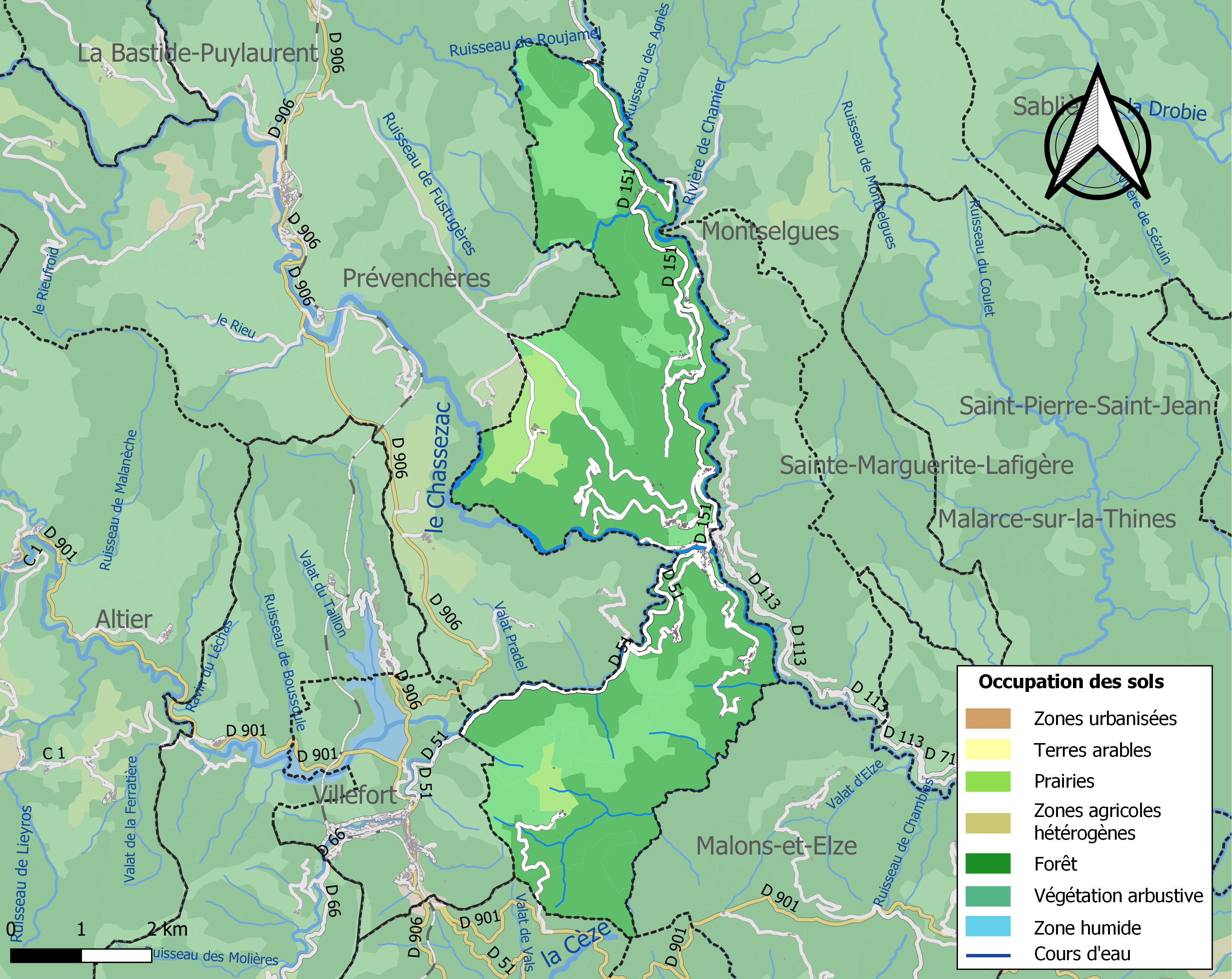
Carte des infrastructures et de l'occupation des sols de la commune en 2018 (CLC).

### Risques majeurs
Le territoire de la commune de Pied-de-Borne est vulnérable à différents aléas naturels : météorologiques (tempête, orage, neige, grand froid, canicule ou sécheresse), inondations, feux de forêts, mouvements de terrains et séisme (sismicité faible). Il est également exposé à un risque technologique, la rupture d'un barrage, et à un risque particulier : le risque de radon. Un site publié par le BRGM permet d'évaluer simplement et rapidement les risques d'un bien localisé soit par son adresse soit par le numéro de sa parcelle.

#### Risques naturels
Certaines parties du territoire communal sont susceptibles d’être affectées par le risque d’inondation par débordement de cours d'eau, notamment le Chassezac, la Borne et l'Altier. La commune a été reconnue en état de catastrophe naturelle au titre des dommages causés par les inondations et coulées de boue survenues en 1982, 1992, 1994, 1995, 2008, 2014 et 2020,.
Pied-de-Borne est exposée au risque de feu de forêt. Un plan départemental de protection des forêts contre les incendies (PDPFCI) a été approuvé en décembre 2014 pour la période 2014-2023. Les mesures individuelles de prévention contre les incendies sont précisées par divers arrêtés préfectoraux et s’appliquent dans les zones exposées aux incendies de forêt et à moins de 200 mètres de celles-ci. L’arrêté du 23 mars 2018, complété par un arrêté de 2020, réglemente l'emploi du feu en interdisant notamment d’apporter du feu, de fumer et de jeter des mégots de cigarette dans les espaces sensibles et sur les voies qui les traversent sous peine de sanctions. L'arrêté du 23 août 2021, abrogeant un arrêté de 2002, rend le débroussaillement obligatoire, incombant au propriétaire ou ayant droit,,.

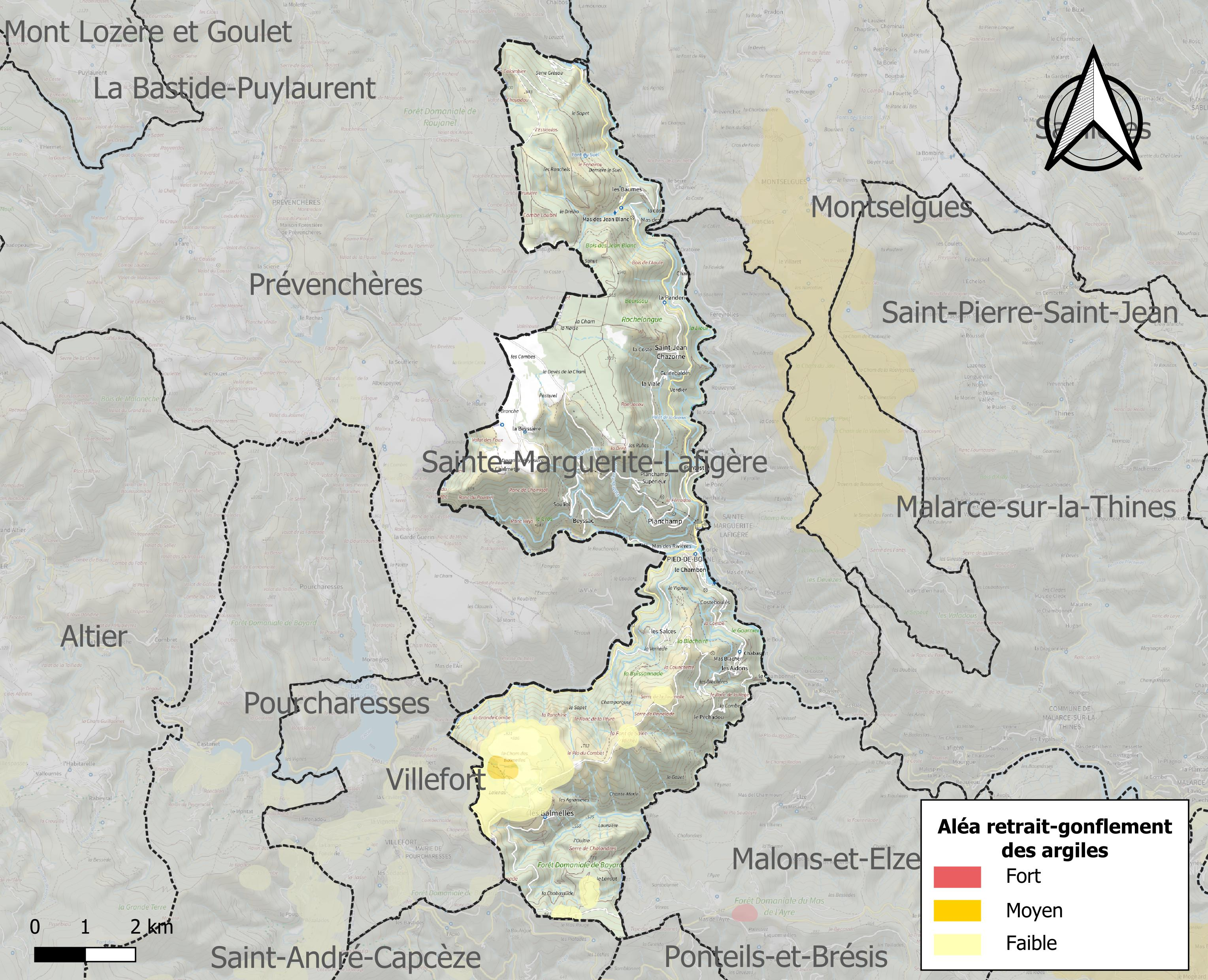
Carte des zones d'aléa retrait-gonflement des sols argileux de Pied-de-Borne.

Les mouvements de terrains susceptibles de se produire sur la commune sont des éboulements, chutes de pierres et de blocs et des glissements de terrain.
Le retrait-gonflement des sols argileux est susceptible d'engendrer des dommages importants aux bâtiments en cas d’alternance de périodes de sécheresse et de pluie. 0,4 % de la superficie communale est en aléa moyen ou fort (15,8 % au niveau départemental et 48,5 % au niveau national). Sur les 254 bâtiments dénombrés sur la commune en 2019,  aucun n'est en aléa moyen ou fort, à comparer aux 14 % au niveau départemental et 54 % au niveau national. Une cartographie de l'exposition du territoire national au retrait gonflement des sols argileux est disponible sur le site du BRGM,.
Par ailleurs, afin de mieux appréhender le risque d’affaissement de terrain, l'inventaire national des cavités souterraines permet de localiser celles situées sur la commune.

#### Risques technologiques
La commune est en outre située en aval des barrages de Villefort, de Roujanel, de Puylaurent et de Raschas, des ouvrages de classes A et B. À ce titre elle est susceptible d’être touchée par l’onde de submersion consécutive à la rupture d'un de ces ouvrages.

#### Risque particulier
Dans plusieurs parties du territoire national, le radon, accumulé dans certains logements ou autres locaux, peut constituer une source significative d’exposition de la population aux rayonnements ionisants. Certaines communes du département sont concernées par le risque radon à un niveau plus ou moins élevé. Selon la classification de 2018, la commune de Pied-de-Borne est classée en zone 3, à savoir zone à potentiel radon significatif.

## Toponymie
Le nom traditionnel est Pè de Bòrna en occitan.

## Histoire
François de la Rovère, évêque de Mende de 1504 à 1524, accorda quarante jours d'indulgence aux fidèles qui contribuèrent à la réparation de la chapelle de La Madeleine.
En 1964, les trois communes de Balmelles, Planchamp et Saint-Jean-Chazorne furent unies en une seule commune qui prit alors le nom du principal écart : Pied-de-Borne.

## Politique et administration

### Découpage territorial
La commune de Pied-de-Borne est membre de la communauté de communes Mont Lozère, un établissement public de coopération intercommunale (EPCI) à fiscalité propre créé le 30 novembre 2016 dont le siège est à Mont Lozère et Goulet. Ce dernier est par ailleurs membre d'autres groupements intercommunaux.
Sur le plan administratif, elle est rattachée à l'arrondissement de Mende, à la circonscription administrative de l'État de la Lozère et à la région Occitanie.
Sur le plan électoral, elle dépend du canton de Saint-Étienne-du-Valdonnez pour l'élection des conseillers départementaux, depuis le redécoupage cantonal de 2014 entré en vigueur en 2015, et de la circonscription de la Lozère pour les élections législatives, depuis le dernier découpage électoral de 2010.

### Liste des maires
NIEL Louis (Décembre 1919 à après 1923)
VEZOLLES Alphonse (Maire de juin 1908 à Décembre 1919)
CHARDES Odilon (Maire de ? à mai 1908) – Mineur de métier
Remplacement du maire par Pithon Joseph, adjoint de janvier 1903 à Avril 1904
FOLCHER Bapstiste (de juin 1900 à ??)
RIEU Auguste Odilon, dit « Marcellin » (de fin 1895 à mai 1900)
RIEU Jean Pierre ( de ? à 1895) - Mort le 20 septembre 1895
NIEL Jean (de juin 1892 à 1893) - Mort le 17 octobre 1899
CHARDES Jean Louis Philippe (de mai 1888 à mai 1892)
CHARDES Camille (mai 1879 à mai 1888)

LAURANS Louis Adolphe (de ? à mai 1879)
| Période | Période  | Identité            | Étiquette | Qualité |
| ------- | -------- | ------------------- | --------- | ------- |
| 2001    | 2008     | Pierre Veysset      |           |         |
| 2008    | En cours | Christian Masméjean |           |         |

## Démographie
L'évolution du nombre d'habitants est connue à travers les recensements de la population effectués dans la commune depuis 1793. Pour les communes de moins de 10 000 habitants, une enquête de recensement portant sur toute la population est réalisée tous les cinq ans, les populations de référence des années intermédiaires étant quant à elles estimées par interpolation ou extrapolation. Pour la commune, le premier recensement exhaustif entrant dans le cadre du nouveau dispositif a été réalisé en 2007.

En 2022, la commune comptait 197 habitants, en évolution de +3,68 % par rapport à 2016 (Lozère : +0,11 %, France hors Mayotte : +2,11 %).
| 1793 | 1800 | 1806 | 1821 | 1831 | 1836 | 1841 | 1846 | 1851 |
| ---- | ---- | ---- | ---- | ---- | ---- | ---- | ---- | ---- |
| 248  | 238  | 336  | 220  | 226  | 249  | 258  | 269  | 280  |

| 1856 | 1861 | 1866 | 1872 | 1876 | 1881 | 1886 | 1891 | 1896 |
| ---- | ---- | ---- | ---- | ---- | ---- | ---- | ---- | ---- |
| 294  | 279  | 257  | 273  | 280  | 300  | 375  | 333  | 310  |

| 1901 | 1906 | 1911 | 1921 | 1926 | 1931 | 1936 | 1946 | 1954 |
| ---- | ---- | ---- | ---- | ---- | ---- | ---- | ---- | ---- |
| 314  | 312  | 275  | 253  | 222  | 219  | 185  | 162  | 130  |

| 1962 | 1968 | 1975 | 1982 | 1990 | 1999 | 2006 | 2007 | 2012 |
| ---- | ---- | ---- | ---- | ---- | ---- | ---- | ---- | ---- |
| 200  | 344  | 278  | 246  | 207  | 197  | 208  | 210  | 218  |

| 2017 | 2022 | - | - | - | - | - | - | - |
| ---- | ---- | - | - | - | - | - | - | - |
| 180  | 197  | - | - | - | - | - | - | - |

## Économie

### Revenus
En 2018, la commune compte 105 ménages fiscaux, regroupant 192 personnes. La médiane du revenu disponible par unité de consommation est de 18 520 € (20 420 € dans le département).

### Emploi
|                | 2008  | 2013  | 2018  |
| -------------- | ----- | ----- | ----- |
| Commune        | 6,7 % | 4,4 % | 9,4 % |
| Département    | 5 %   | 6,4 % | 7,1 % |
| France entière | 8,3 % | 10 %  | 10 %  |

En 2018, la population âgée de 15 à 64 ans s'élève à 106 personnes, parmi lesquelles on compte 74,5 % d'actifs (65,1 % ayant un emploi et 9,4 % de chômeurs) et 25,5 % d'inactifs,. Depuis 2008, le taux de chômage communal (au sens du recensement) des 15-64 ans est supérieur à celui du département, mais inférieur à celui de la France.
La commune est hors attraction des villes,. Elle compte 65 emplois en 2018, contre 67 en 2013 et 58 en 2008. Le nombre d'actifs ayant un emploi résidant dans la commune est de 70, soit un indicateur de concentration d'emploi de 92,7 % et un taux d'activité parmi les 15 ans ou plus de 50,6 %.
Sur ces 70 actifs de 15 ans ou plus ayant un emploi, 40 travaillent dans la commune, soit 57 % des habitants. Pour se rendre au travail, 71,4 % des habitants utilisent un véhicule personnel ou de fonction à quatre roues, 17,1 % s'y rendent en deux-roues, à vélo ou à pied et 11,4 % n'ont pas besoin de transport (travail au domicile).

## Culture locale et patrimoine

### Lieux et monuments
- L'église Sainte-Madeleine de Pied-de-Borne (lieu-dit Planchamp), l'église paroissiale du village ;
- la chapelle de la Madeleine. L'édifice a été inscrit au titre des monuments historiques en 1987[37] ;
- la chapelle des Beaumes. L'édifice a été inscrit au titre des monuments historiques en 1987[38].
- l’église Saint-Jean-Baptiste de Saint-Jean-Chazorne ;
- le château de Planchamp de style Renaissance, où vécut Odilon Barrot ;
- le Musée de la châtaigne ;
- l'usine hydroélectrique EDF à Pied-de-Borne[39] : l'eau est amenée du barrage de Villefort par une conduite forcée de 12 km ainsi que les rejets de l'usine de Beyssac[40] alimentée elle-même par les barrages du Rachas (commune de Prévenchères) et de Roujanel (capacité de 6,3 millions de m3) sur la commune de Pied-de-Borne.

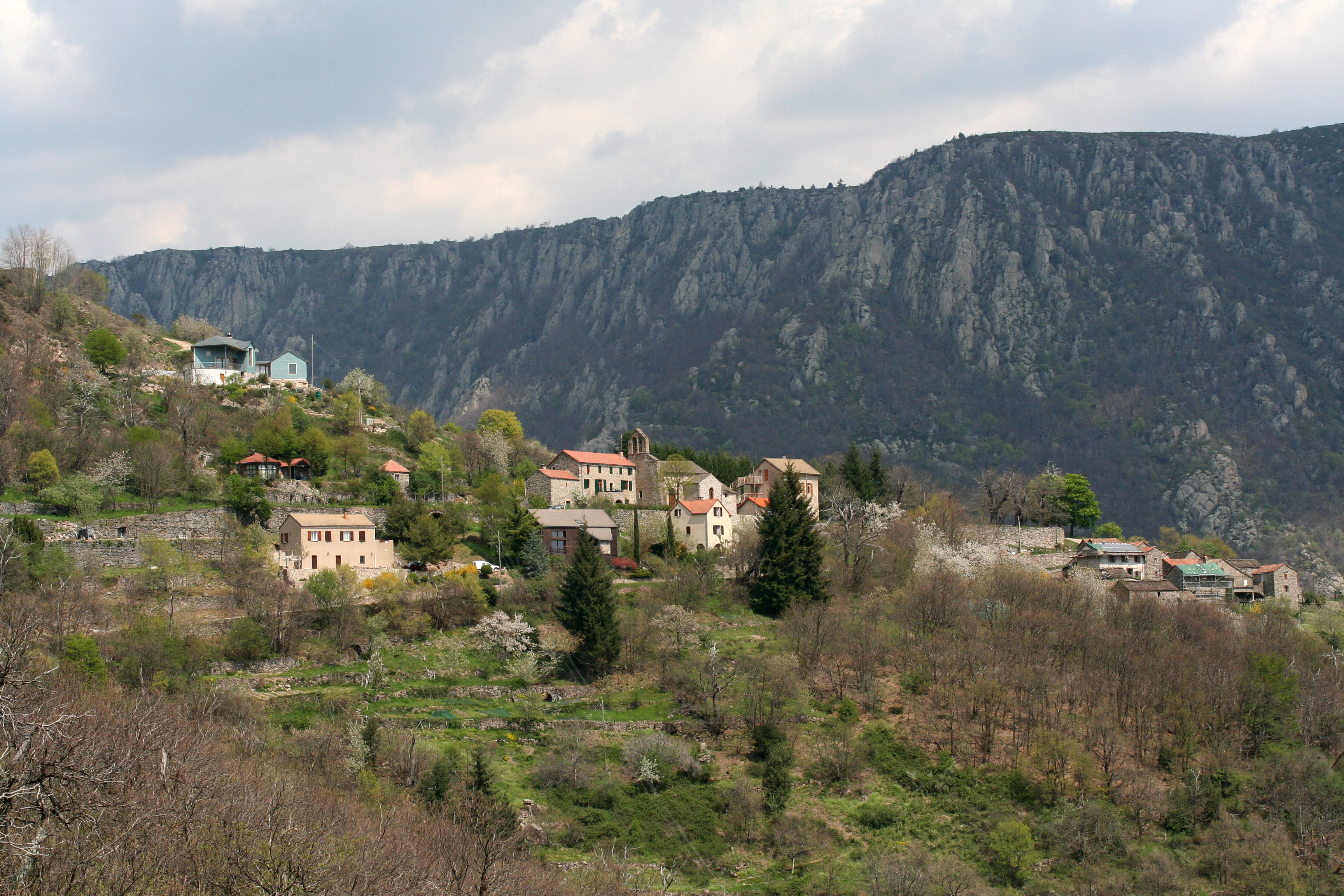
Saint-Jean Chazorne.
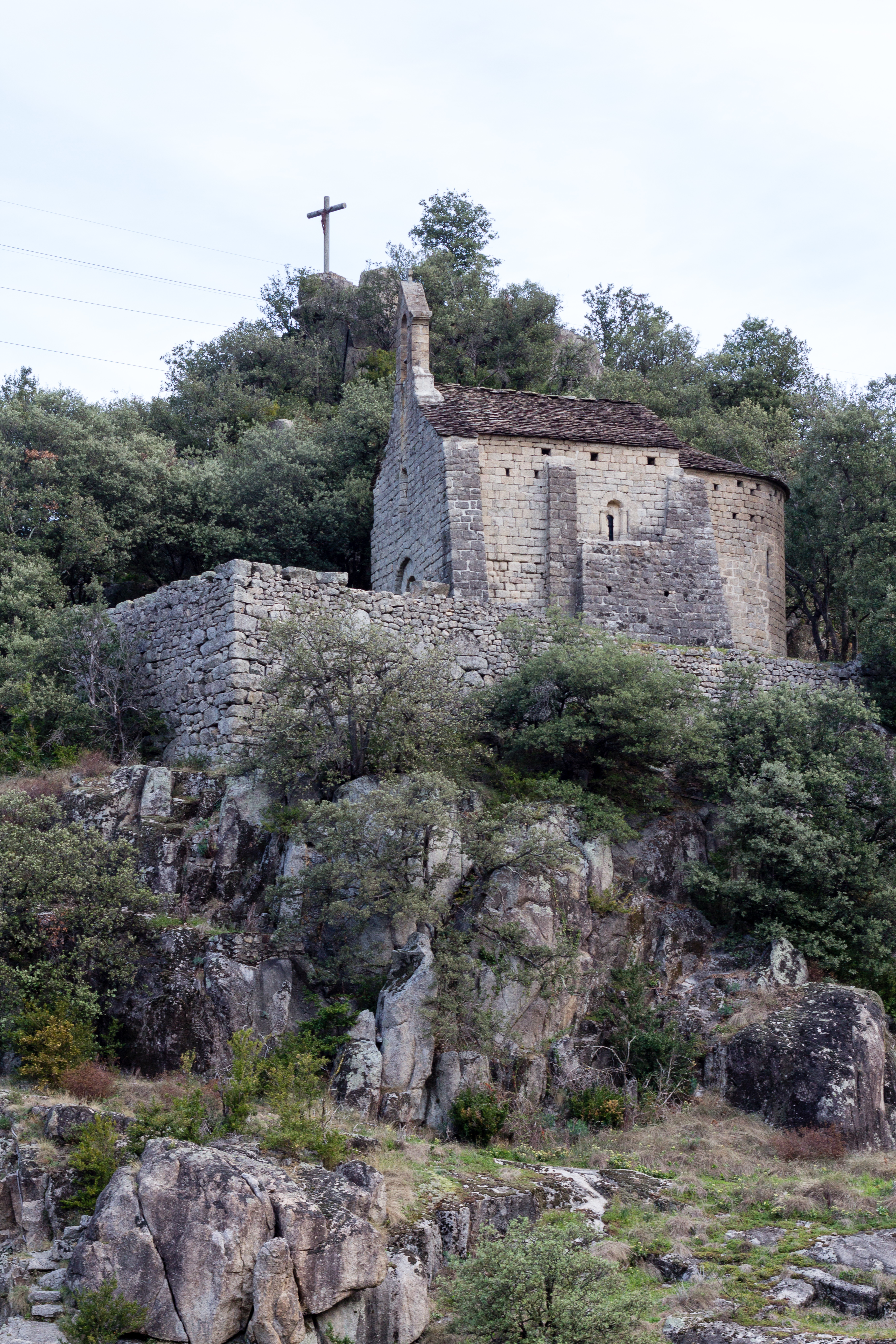
La chapelle de la Madeleine.
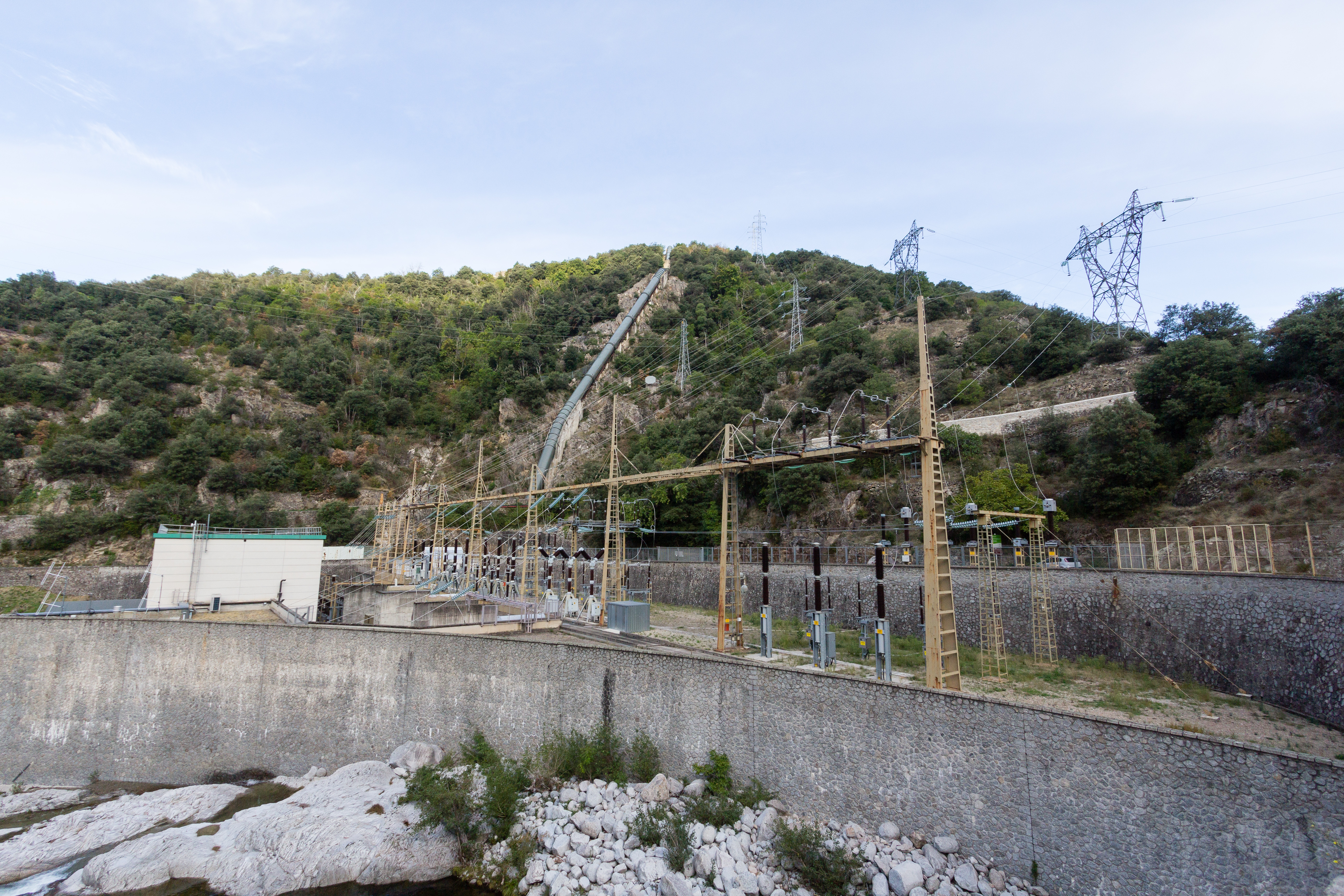
L'usine hydroélectrique.

### Personnalités liées à la commune
- Jean-André Barrot (né le 30 juin 1753 à Planchamp et mort le 19 novembre 1845 à Paris), juge, conventionnel et homme politique, père de Odilon, Ferdinand et Adolphe qui seront tous trois des membres éminents de la politique française post-révolutionnaire, Odilon Barrot (né à Villefort) étant même président du conseil du 20 décembre 1848 au 31 octobre 1849.

### Héraldique
| Pied-de-Borne | Le blasonnement de Pied-de-Borne est : de gueules à la fasce losangée d'or et de sinople. |